# グレイグ・レイドロー
グレイグ・デヴィッド・レイドロー (Greig David Laidlaw、1985年10月12日 - )は、スコットランド・ジェドバラ出身のラグビーユニオン指導者。現在はJAPAN RUGBY LEAGUE ONEの浦安D-Rocksでヘッドコーチを務める。
選手としては、スコットランド代表76キャップの名スクラムハーフとして知られた。

## 経歴
出典
スコットランド南部のジェドバラ出身。父親がラグビーのコーチをしており、6歳からラグビーを始めた。
主にスクラムハーフとしてプレイするが、フライハーフ（スタンドオフ）としてのプレー経験もあり、本人も「ポジションはどこですか？」と訊ねられたら「9番か10番です」と答えると話している。
2015年ワールドカップでは、ベスト15プレイヤー（SH）に選出された。
2017年から2020年まで仏TOP 14のクレルモンに所属。
2019年12月にラグビースコットランド代表から引退。スコットランド代表76キャップのうち39試合で主将を務め（同国歴代1位）、同代表歴代2位の714得点を記録した。
2020年秋、ジャパンラグビートップリーグの最終年度に向け、NTTコミュニケーションズ シャイニングアークスに加入。2021年2月20日に第1節Honda HEAT戦に先発出場で日本での公式戦初出場を果たし、2021シーズンは6試合に出場し、SHとプレースキックを担当、58得点を挙げた。
2022-23シーズンからのNTTグループ内のチーム再編では、ジャパンラグビーリーグワン浦安D-Rocksに所属。2022-23シーズンでは、10試合中8試合に出場（うち2試合先発）して、浦安D-Rocksのリーグ全勝優勝に貢献した。
2023年4月26日に自身のインスタグラムで引退を発表。同年5月7日の浦安D-RocksのDIVISION1昇格をかけた入替戦を最後に現役を退いた。
2023-24シーズンからは浦安D-Rocksのアシスタントコーチを務め、2024-25シーズンからはヘッドコーチに就任した。

## 親族
2013年にレイチェル・ランシマンと結婚し、2023年現在3人の子供がいる。3人目の子供は日本で誕生し、浦安D-Rocksのチームメイトである飯沼蓮選手の名前からレンのミドルネームがつけられている。
親族の中にはラグビーを経験している者も多く、父デビッドはスクラムハーフのポジションでプレイをした経験があり、従兄弟のクリス･クラーク･スコットは7人制ラグビーのニュージーランド代表｢オールブラックス・セブンズ｣のヘッドコーチである。また、叔父のロイ･レイドロー (Roy Laidlaw) は1980年代に活躍した、スクラムハーフのポジションでキャプテンを務め、代表47キャップに数えられる選手で、1987年W杯に出場し、ライオンズの遠征にも4回選出されるなどの功績を残した。